# Dukljanska akademija znanosti i umjetnosti
Dukljanska akademija znanosti i umjetnosti (crnogorski: Dukljanska akademija nauka i umjetnosti, latinski: Academia Dioclitiana Scientiarum et Artium; DANU) obrazovna je akademija u Crnoj Gori. Naziv je dobila po staroslavenskoj državnoj tvorevini Duklji, prvotnoj crnogorskoj državi. 
Ta akademija nije jedina u zemlji - Crnogorska akademija zanosti i umjetnosti je državna nacionalna akademija. Dvije akademije su radile na razvijanju Crnogorske enciklopedije. 

## Povijest
Akademiju su osnovali znanstvenici iz Crne Gore 1999., dok su Crnogorsku akademiju znanosti i umjetnosti smatrali prosrpskom i sredstvom srbizacije Crne Gore. No 2016. značajan broj članova DANU ujedno su i članovi CANU. Sudjelovali su i u obnavljanju Crnogorske pravoslavne crkve.
Akademija dodjeljuje sljedeće nagrade:
- Sveti Vladimir Dukljanski - dodjeljuje se za dugogodišnji rad
- Sclavorum Regnum - dodjeljuje se za dostignuća u znanosti
- Lesendro Award - dodjeljuje se za književno djelo
- Njegoš - dodjeljuje se za promidžbu Dukljanske akademije nauka i umjetnosti i njezinoga istraživanja

## Članovi radnog sastava
- Jevrem Brković, pisac, bivši predsjednik DANU (također član CANU-a)
- Sreten Asanović, pisac (također član CANU-a)
- Šerbo Rastoder, povjesničar (također član CANU-a)
- Mladen Lompar, pjesnik
- Zuvdija Hodžić, pisac (također član CANU-a)
- Sreten Perović, književnik
- Vukić Pulević, biolog (također član CANU-a)
- Danilo Radojević, književnik i povjesničar
- Branko Radojičić, zemljopisac
- Božidar Šekularac, povjesničar
- Vojislav Vulanović, pjesnik
- Vojo Stanić, slikar (također član CANU-a)
- Slobodan Backović, fizičar i političar (također član CANU-a)
- Mihajlo Kuliš, doktor sudske medicine
- Momir Marković, književnik
- Blagota Mitrić, pravnik
- Boško Odalović, slikar
- Radoje Pajović, povjesničar
- Pavle Pejović, kipar (također član CANU-a)
- Radovan Radonjić, politikolog
- Rajko Todorović, slikar
- Radmila Vojvodić, dramski pisac i kazališni reditelj
- Nebojša Vučinić, pravnik

## Članovi izvan radnog sastava
- Milutin Anđelić, inženjer
- Ljubomir Kuljača, inženjer
- Mihailo Plamenac, inženjer
- Dimitrije Popović, likovni umjetnik (također član CANU-a)

## Preminuli članovi
- Vojislav Nikčević, slavist
- Obren Blagojević, ekonomist (također član CANU-a i SANU-a, počasni predsjednik), umro 2001.
- Vinko Maljaj[1]
- Branko Pavićević, povjesničar (također član CANU-a i njen prvi predsjednik)
- Božidar Nikolić, inženjer, bivši predsjednik DANU
- Radoslav Rotković, književnik i povjesničar
- Mirko Kovač, pisac (također član CANU-a)
- Husein Bašić, književnik
- Slobodan Blagojević, pravnik
- Bogdan Bogdanović, arhitekt
- Stevan Dedijer, fizičar
- Miodrag Dado Đurić, slikar
- Branislav Kovačević, povjesničar
- Branislav Pešić, povjesničar zdravstva
- Svetlana Kana Radević, arhitekt
- Ranko Radović, arhitekt
- Veselin Aga Simović, inženjer
- Čedomir Vulević, pisac
- Miljan Pješčić, kemičar